# Trachypoma macracanthus

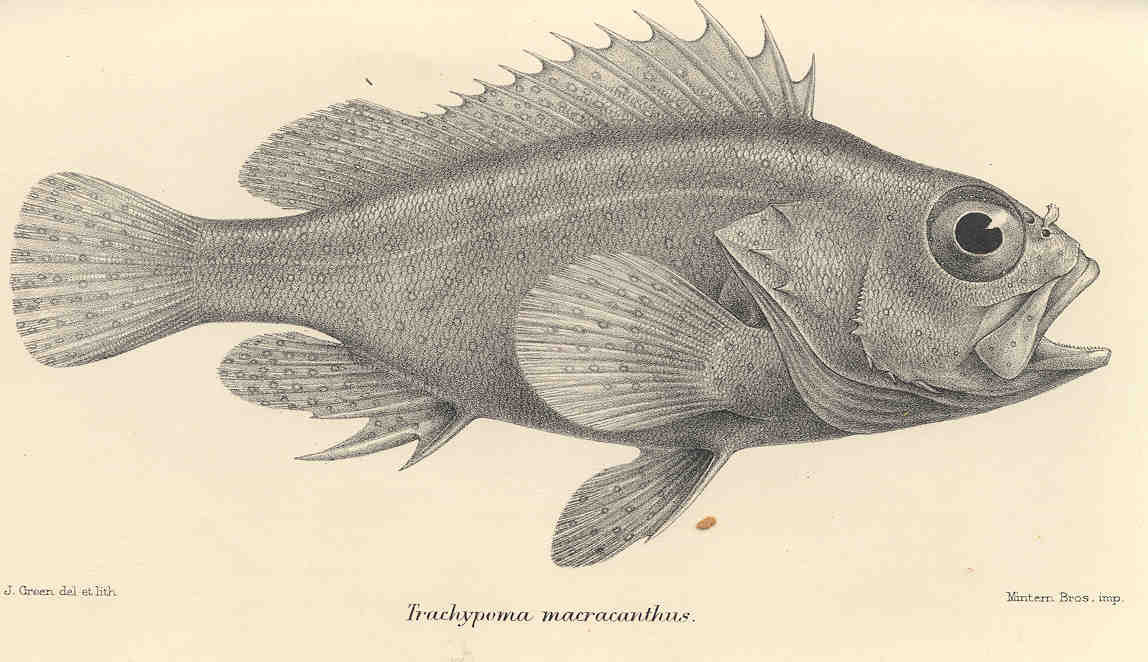
Trachypoma macracanthus

Trachypoma macracanthus ist eine Fischart aus der Familie der Fahnenbarsche, die in Felsriffen des südlichen Pazifik vom australischen Bundesstaat New South Wales über die Lord-Howe-Insel, die Norfolkinsel, die Kermadecinseln, die Nordinsel von Neuseeland bis zur Osterinsel und den Desventuradas-Inseln vorkommt.

## Merkmale
Trachypoma macracanthus erreicht eine Länge von 40 cm und ist  bräunlich-oliv, orange oder rötlich gefärbt und mit kleinen weißen Punkten gemustert.
Der Körper ist mit Kammschuppen bedeckt, einige Individuen haben jedoch auch zahlreiche Rundschuppen, besonders im hinteren Bereich. Exemplare, die kleiner als 5 cm sind, können auch ausschließlich Rundschuppen haben. Das Maul ist endständig, wobei der Oberkiefer etwas vorstehen kann. Die Prämaxillare ist protraktil (vorstülpbar). Die Maulspalte reicht bis zum Hinterrand der Augen. Die zwei Nasenöffnungen auf jeder Seite stehen eng zusammen und liegen nah an den Augen. Auf dem Kiemendeckel befinden sich drei Stacheln. Die Kiefer und der Gaumen (Palatinum und Vomer) sind mit bürstenartigen Zähnen besetzt. Die Zunge ist zahnlos. Die Einbuchtung zwischen dem hart- und dem weichstrahligen Abschnitt der Rückenflosse ist nicht tief. Der weichstrahlige Abschnitt der Afterflosse ist abgerundet. Die hinteren Flossenstrahlen von Rücken- und Afterflosse sind nicht lang ausgezogen wie bei vielen anderen Fahnenbarschen. Die Seitenlinie ist vollständig.
- Flossenformel: Dorsale XII/13; Anale III/6; Pectorale 17–18, Caudale 17 (9+8).[1]
- Schuppenformel: SL 46-56/35-41.[1]
- Kiemenrechen: 6–8+14–16.
- Branchiostegalstrahlen 7.[1]
- Wirbel: 10+16.[1]

## Lebensweise
Trachypoma macracanthus ist vorwiegend nachtaktiv und lebt in Felsriffen in Tiefen von einem bis 25 Metern. Die Fischart ernährt sich von Krebstieren, kleineren Fischen und Muscheln.